# Godo Knights
Uniformes
Godo Knights, anciennement Baseball Softball Club Godo, est un club italien de baseball créé en 1964. Il est situé dans la ville de Russi en Émilie-Romagne et évolue en Italian Baseball League, l'élite italienne. À domicile, les Knights jouent au stade Casadio, enceinte de 1000 places assises.

## Histoire
Fondé en 1964 par Renzo Casali, le BSC Godo évolue entre le Serie D (D4) et la Serie A2 (D2) de 1964 à 2005. Bill Holmberg arrive au club comme joueur en 1978. Il en devient le manager pendant douze saisons à partir de 1989 et met en place une politique de formation de jeunes joueurs. En 1999, les juniors du club sont champions d'Italie. En s'appuyant sur cette génération, le club accède en Serie A1 en 2006. Godo se maintient à ce niveau en enregistrant 24 victoires pour 24 défaites en 2006 puis 12 victoires pour 20 défaites en 2007.
En 2010, le club se rapproche de son voisin de Verona Baseball Team et une structure commune du nom de North East Knights est mise en place. Le club de Godo devient ainsi Godo Knights tandis que son homologue de Vérone (Division 3) devient le Verona Knights.
Les premiers résultats sportifs enregistrés par cette union sont décevants avec la huitième et dernière place en IBL 2010 avec sept victoires pour trente-cinq défaites.
En 2011, le manager est Daniele Fuzzi.

## Saison par saison
| Saison | Saison régulière | Saison régulière | Saison régulière | Saison régulière | Séries éliminatoires |
| Saison | Class.           | Vic.             | Déf.             | %Vic.            | Séries éliminatoires |
| 2006   | 5e               | 24               | 24               | 0,500            | pas qualifié         |
| 2007   | 7e               | 12               | 30               | 0,286            | pas qualifié         |
| 2008   | 7e               | 9                | 33               | 0,214            | pas qualifié         |
| 2009   | 7e               | 10               | 32               | 0,238            | pas qualifié         |
| 2010   | 8e               | 7                | 35               | 0,190            | pas qualifié         |